# Mimas (księżyc)
Mimas (Saturn I ) – siódmy pod względem wielkości księżyc Saturna, odkryty razem z Enceladusem w 1789 przez Williama Herschela. Jest najmniejszym znanym ciałem zdolnym utrzymać kształt bliski kulistemu (znajdującym się w równowadze hydrostatycznej) dzięki własnej grawitacji.

## Odkrycie i nazwa
Mimas został odkryty wraz z Enceladusem w 1789 roku przez W. Herschela, odkrywcę Urana. Nastąpiło to 105 lat po odkryciu Tetydy i Dione. Nazwy siedmiu znanych wówczas księżyców Saturna zasugerował w 1847 syn odkrywcy, John Herschel, w publikacji Rezultaty Astronomicznych Obserwacji. Nazwa wywodzi się z mitologii greckiej. Mimas był jednym z gigantów, brał udział w gigantomachii.

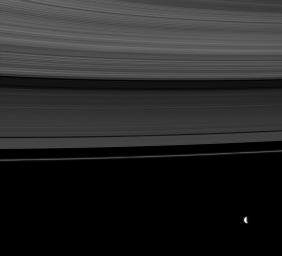
Mimas i pierścienie, zdjęcie z sondy Cassini

## Charakterystyka fizyczna
Mała gęstość Mimasa wskazuje, że jest księżycem lodowym, składającym się głównie z lodu wodnego z niewielką domieszką skał. Powierzchnia pokryta jest kraterami uderzeniowymi, z których największy – Herschel – ma średnicę 130 km, ponad 1/3 średnicy Mimasa, z sześciokilometrowej wysokości wzniesieniem centralnym. Pozostałe kratery mają rozmiary rzędu 40 km, z wyjątkiem rejonów bieguna południowego, gdzie zazwyczaj nie przekraczają 20 km.
Mimas krąży stosunkowo blisko Saturna, w obszarze pierścieni. Jest odpowiedzialny za istnienie Przerwy Cassiniego pomiędzy pierścieniami A i B. Ciała krążące na wewnętrznym skraju przerwy znajdują się w rezonansie 2:1 z Mimasem, a te, które znalazły się w obszarze przerwy, są z niej usuwane.

### Badania Mimasa
- 1980 – Voyager 1 (pierwsze zdjęcia)
- 16 stycznia 2005 – przelot sondy Cassini w odległości 213 000 km
- 2 sierpnia 2005 – przelot sondy Cassini w odległości 48 842 km[2]
- 13 lutego 2010 – przelot sondy Cassini w odległości 9520 km[2]

### Ciekawostka
Ogromny krater Herschel na północnej półkuli sprawia, że Mimas przypomina z wyglądu Gwiazdę Śmierci (stację kosmiczną, zdolną niszczyć całe planety) z filmu Gwiezdne Wojny. Pierwsze dokładne zdjęcia Mimasa ujrzały światło dzienne dopiero trzy lata po premierze filmu.